# Pseudoleskea pseudoattenuata
Pseudoleskea pseudoattenuata är en bladmossart som beskrevs av Brotherus 1907. Pseudoleskea pseudoattenuata ingår i släktet Pseudoleskea och familjen Leskeaceae. Inga underarter finns listade i Catalogue of Life.